# Сан Мартино Канавезе
Сан Мартѝно Канавѐзе (на италиански: San Martino Canavese; на пиемонтски: San Martin Canaveis, Сан Мартин Канавейз) е село и община в Метрополен град Торино, регион Пиемонт, Северна Италия. Разположено е на 385 m надморска височина. Към 1 януари 2020 г. населението на общината е 807 души, от които 35 са чужди граждани.